# عباس‌آباد (تهران)

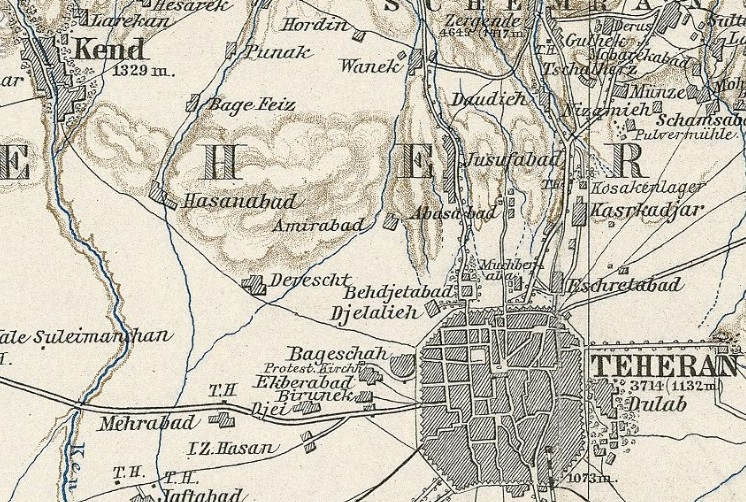
عباس آباد در نقشه سال ۱۲۷۹ خورشیدی. نام عباس آباد در بالای شهر تهران (Abasabad) در سمت بالا به سمت راست نقشه موجود است. (شهر قدیم تهران در پایین نقشه)

عباس‌آباد یکی از محله‌های شهر تهران است که بخش عمده آن در منطقه ۷ شهرداری تهران و بخش کوچکی از آن در منطقه ۶ شهر تهران واقع شده‌است. این محله در واقع قسمتی از اراضی بزرگ عباس‌آباد محسوب می‌شود.
نام خیابان اصلی این محله نیز خیابان عباس‌آباد نام داشت که پس از هفتم تیر ۱۳۶۰ به نام خیابان شهید دکتر بهشتی تغییر یافت. از خیابان‌های مهم این محله می‌توان به سهروردی، خرمشهر، نیلوفر، نوبخت، مهناز، اندیشه، سورنا، میرعماد و پارسا اشاره کرد. این محله از شرق به خیابان شریعتی از شمال به بزرگراه شهید سلیمانی و اراضی عباس‌آباد، از غرب به خیابان ولیعصر و محله یوسف آباد و از جنوب به خیابان مطهری (تخت‌طاووس) منتهی می‌شود.
ساختمان‌های کتابخانه ملی ایران، موزه بانک مرکزی، سازمان بنادر و دریانوردی، وزارت راه و شهرسازی، استانداری تهران، مجموعه فرهنگستانها، مصلی تهران، بوستان نوروز، بوستان آب و آتش، بوستان طالقانی (بوستان جهان کودک) و باغ موزه دفاع مقدس، موزه کتاب و میراث مستند ایران ،باغ کتاب، دانشکده اقتصاد علامه مهم‌ترین بناهایی هستند که در این منطقه خودنمایی می‌کنند.